# 崔蘿蓮
崔羅蓮（최나연，1987年10月28日—），韓國籍女子職業高爾夫球運動員，目前為美國LPGA巡迴賽成員。

## 業餘生涯
十歲開始學習高爾夫球，於2004年以業餘身分獲邀參加韓巡賽，當時年僅17歲的崔羅蓮於ADT CAPS邀請賽中以四桿之差擊敗準名人堂球員朴世莉奪冠，一舉成名，同年11月轉入職業。

## 職業生涯
自2004年至2007年於韓巡賽總計獲得4項冠軍。2008年轉入美國LPGA巡迴賽，打入前十名賽事總計9場，並獲得年度最佳新人第二名(次於曾雅妮)。
2009年，於三星世界錦標賽(Samsung World Championship)獲得其美巡賽首冠，第三輪擊出63桿為其生涯紀錄。於韓亞銀行科隆錦標賽(Hana Bank-KOLON Championship)獲得冠軍。

## 冠軍紀錄 (12)

### LPGA巡迴賽 (7)
- 2009 (2) 三星世界錦標賽／韓亞銀行科隆錦標賽
- 2010 (2) 歐文斯康寧菁英賽／LPGA韓亞銀行錦標賽
- 2011 (1) Sime Darby LPGA Malaysia
- 2012 (2) 美國女子公開賽／CME Group Titleholders 抬頭盃

### 韓國LPGA巡迴賽 (7)
- 2004 (1) ADT CAPS Invitational
- 2005 (1) Lake Side Ladies Open
- 2006 (1) KB Star Tour in Hampyung
- 2007 (1) Shinsegye Cup KLPGA Championship
- 2009 (1) 韓亞銀行科隆錦標賽 （與LPGA同時認可）
- 2010 (1) LPGA 韓亞銀行錦標賽 （與LPGA同時認可）
- 2011 (1) Hanwha Finance Classic

## 美國女子巡迴賽大滿貫賽成績
| 賽事           | 2007 | 2008 | 2009 | 2010 | 2011 | 2012 |
| -------------- | ---- | ---- | ---- | ---- | ---- | ---- |
| 納貝斯克錦標賽 | DNP  | T6   | T40  | T27  | T47  | T8   |
| LPGA錦標賽     | DNP  | T18  | 8    | CUT  | T43  | DQ   |
| 美國女子公開賽 | CUT  | T19  | T9   | T2   | CUT  | 1    |
| 英國女子公開賽 | DNP  | T21  | T8   | T3   | T7   |      |

CUT = 未晉級

DNP = 未參加

DQ = 喪失資格

T = 共同排名

黃色 = 十名內

綠色 = 冠軍

## 外部連結
- 崔羅蓮個人官網 （页面存档备份，存于）（Naver）
- LPGA官方網站 （页面存档备份，存于）